# Nové Dobrkovice
Nové Dobrkovice je část města Český Krumlov v okrese Český Krumlov. Nachází se na severozápadě Českého Krumlova. Prochází zde silnice I/39. Je zde evidováno 45 adres.
Nové Dobrkovice leží v katastrálním území Kladné-Dobrkovice o rozloze 0,64 km².

## Historie
První písemná zmínka o vesnici pochází z roku 1347.

## Pamětihodnosti
- Národní přírodní rezervace Vyšenské kopce
- Hamr – kulturní a technická památka